# Bão Nida (2009)
Bão Nida, được biết đến ở Philippines với tên gọi Bão Vinta, là xoáy thuận nhiệt đới mạnh nhất trên Tây Bắc Thái Bình Dương trong thập niên 2000, ngang bằng với bão Jangmi năm 2008. Ngoài ra Nida còn là một trong 2 cơn bão mạnh nhất trên Trái Đất trong năm 2009, cùng với siêu bão Rick của mùa bão Đông Bắc Thái Bình Dương 2009 cũng có cường độ ngang bằng.

## Lịch sử khí tượng
Vào sáng sớm ngày 21 tháng 11, Trung tâm Cảnh báo Bão Liên hợp (JTWC) báo cáo rằng một vùng mây đối lưu đã tồn tại trong một rãnh gió mùa trên khu vực cách Guam khoảng 800 km (545 dặm) về phía Đông Nam. Tại thời điểm đó hệ thống di chuyển quanh một vùng áp cao, và điều kiện là thuận lợi với độ đứt gió theo chiều thẳng đứng thấp cùng với một xoáy nghịch giúp đối lưu thêm củng cố. Sau đó trong cùng ngày JTWC đã ban hành "Cảnh báo về sự hình thành của xoáy thuận nhiệt đới" khi mà đối lưu sâu đã tăng cường tổ chức cùng những dải mây mưa bắt đầu bao bọc vào trong một tâm hoàn lưu mực thấp đang phát triển. Đến cuối ngày Cơ quan Khí tượng Nhật Bản JMA đã phân loại hệ thống là áp thấp nhiệt đới. Sang ngày hôm sau JTWC cũng chỉ định hệ thống là một áp thấp nhiệt đới với số hiệu 26W. Trong ngày 22 tháng 11, áp thấp nhiệt đới duy trì ở trạng thái yếu, trước khi nó được cả JTWC và JMA nâng cấp lên thành một cơn bão nhiệt đới ngày hôm sau. Khi đó JMA đã chỉ định cho hệ thống số hiệu và tên quốc tế lần lượt là 0922 và Nida, và cơn bão bắt đầu di chuyển dọc theo rìa của một áp cao cận nhiệt.

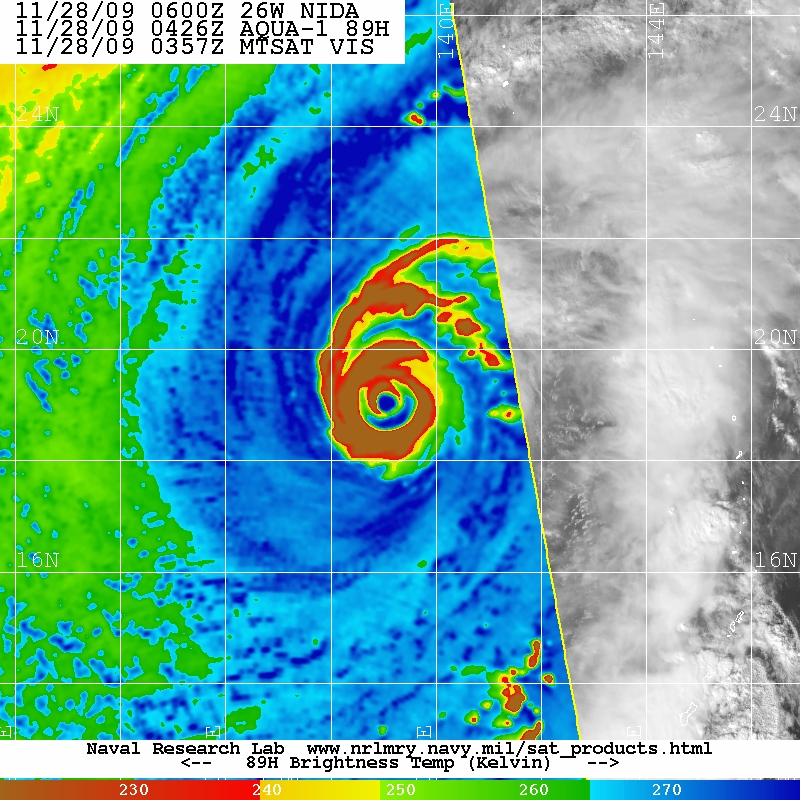
Nida đang trải qua chu trình thay thế thành mắt bão.

Vào ngày 23 tháng 11, ảnh sóng ngắn cho thấy một con mắt đã và đang tiếp tục phát triển. Sang sáng sớm ngày hôm sau, JTWC báo cáo rằng Nida đã mạnh lên thành bão cuồng phong cấp 1 khi mắt bão trở nên rõ nét cùng đối lưu sâu bao bọc hầu khắp xung quanh. Đến khi JTWC báo cáo vận tốc gió duy trì 1 phút tăng lên 160 km/giờ (100 dặm/giờ) - bão cấp 2, thì JMA nhận định vận tốc gió duy trì 10 phút chỉ đạt 110 km/giờ (70 dặm/giờ), tương ứng với một  bão nhiệt đới dữ dội. Vào sáng sớm ngày 25, JMA báo cáo Nida đã mạnh lên thành bão cuồng phong, trước khi nhận định cơn bão tăng cường nhanh chóng dưới những điều kiện thuận lợi và đạt đỉnh với vận tốc gió duy trì 10 phút 215 km/giờ (130 dặm/giờ) cùng áp suất thấp nhất 905 mbar trong cùng ngày. Ngày hôm sau JTWC cũng báo cáo Nida tăng cường nhanh chóng thành siêu bão cấp 5 với vận tốc gió 285 km/giờ (180 dặm/giờ), khi đó nó có một cấu trúc đối xứng rõ nét. Tiếp theo JTWC nhận định Nida đa mạnh thêm một chút và đạt đỉnh với vận tốc gió duy trì 1 phút 290 km/giờ (185 dặm/giờ). Tuy nhiên, trong dữ liệu theo dõi chuẩn xác nhất sau này, JTWC đã hạ sức gió tối đa của Nida xuống 180 dặm/giờ.

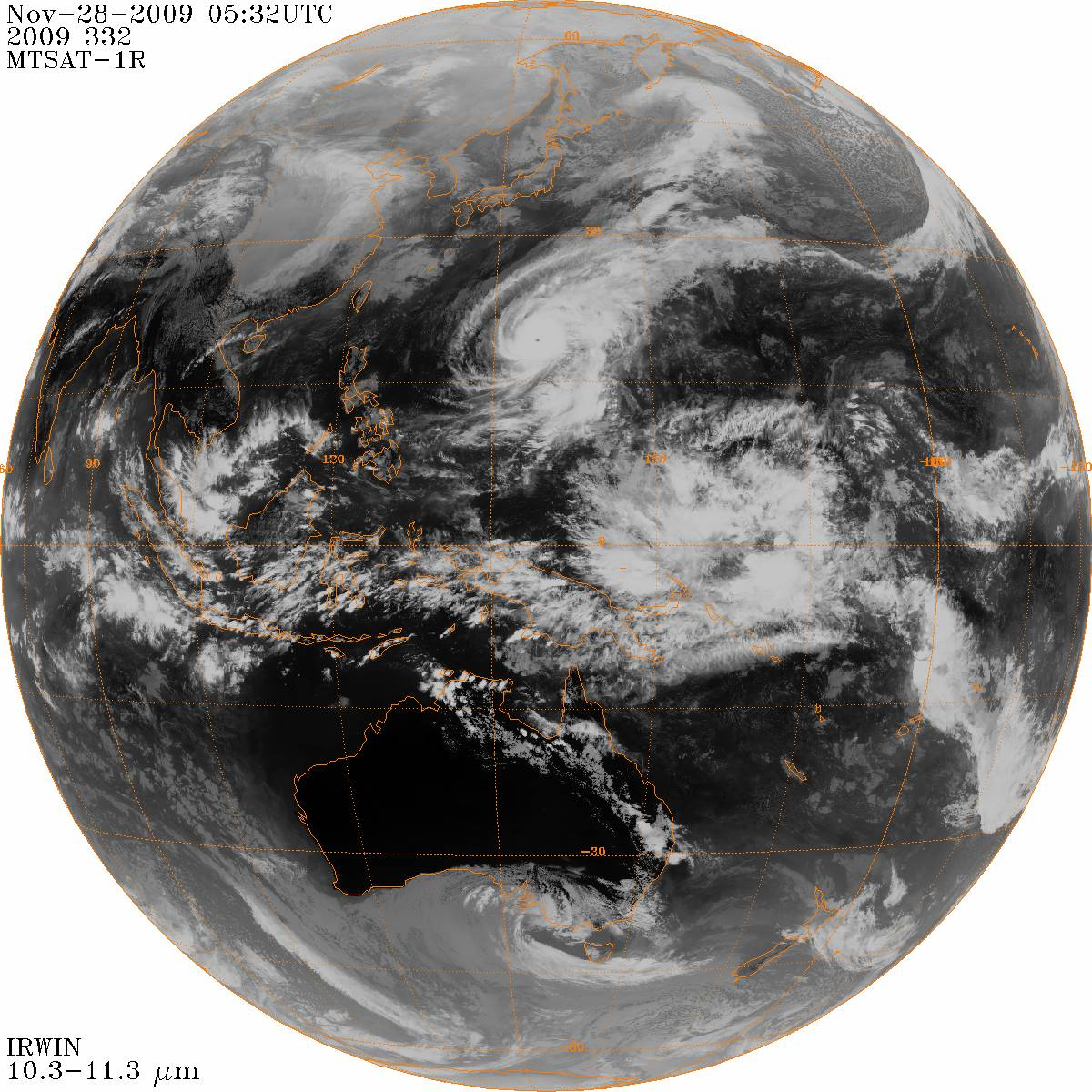
Ảnh vệ tinh toàn cầu khi Nida đạt cường độ bão cấp 5 lần thứ hai cũng là lúc nó có kích thước lớn nhất, vận tốc gió duy trì 1 phút đạt 145 knot (165 dặm/giờ, 270 km/giờ).

Sau khi đạt đỉnh, Nida trải qua chu trình thay thế thành mắt bão (ERC) khiến nó suy yếu xuống còn bão cấp 4. Dù vậy vào ngày 27 Nida đã mạnh trở lại thành bão cấp 5, và nó trở nên ít di chuyển trong vòng hơn hai ngày. Tiếp đó là giai đoạn suy yếu thứ hai và đến ngày 2 tháng 12 Nida giảm cấp xuống áp thấp nhiệt đới, trước khi tan trong ngày 4 tháng 12.

## Chuẩn bị và tác động

### Micronesia
Vào sáng sớm ngày 24 tháng 11, Phòng ban Dự báo Thời tiết của Cơ quan Thời tiết Quốc gia tại Tiyan, Guam (NWS Guam) đã ban hành "cảnh báo bão nhiệt đới" (tropical storm warning) tại đảo Faraulep, và sau đó là "cảnh giác bão nhiệt đới" (tropical storm watch) tại Fais và Ulithi. Khi Nida được JTWC nâng cấp lên thành bão cuồng phong, NWS đã nâng mức lên thành "cảnh báo bão cuồng phong" cho Faraulep. Đến cuối ngày, cảnh báo tại Faraulep đã bị hủy bỏ khi Nida di chuyển theo hướng Tây Bắc ra xa hòn đảo, trước khi cảnh báo tại Fais và Ulithi cũng bị hủy ngày hôm sau.

## Kỷ lục
Với áp suất tối thiểu 905 hPa (26,72 inHg) ước tính bởi Cơ quan Khí tượng Nhật Bản (JMA), Nida là xoáy thuận nhiệt đới mạnh nhất trên Trái Đất năm 2009, hơn bão Rick chỉ 1 hPa. Ngoài ra, Nida còn là cơn bão mạnh nhất trên Tây Bắc Thái Bình Dương trong thập niên 2000, ngang bằng với bão Jangmi năm 2008 về vận tốc gió duy trì 10 phút và áp suất.